# كيندوم كام: ديلفيرنس
كيندوم كام: ديلفيرنس (بالإنجليزية: Kingdom Come: Deliverance)‏، هي لعبة فيديو تشيكية من نوع تصويب منظور الشخص الأول وأكشن تقمص أدوار، والتي تعمل على منصة إكس بوكس ون، مايكروسوفت ويندوز وبلاي ستيشن 4، وهي من تطوير وور هاوس ستوديوز، ومن نشر ديب سيلفر الألمانية، صدرت اللعبة في السوق يوم 13 فبراير 2018، وتدور القصة لمحارب في العصور الوسطى بالأراضي التشيكية، حيث قرر المحارب قتال الأعداء في الإمبراطورية الرومانية المقدسة الذين أفسدوا في الأرض.

## روابط خارجية
- كيندوم كام: ديلفيرنس على موقع IMDb (الإنجليزية)

## الموقع الخارجي
- الموقع الرسمي
 (الإنكليزية)